# Carstenn-Figur
Als Carstenn-Figur bezeichnet man in Berlin eine symmetrische städtebauliche Straßenstruktur mit einer Allee als Achse im Zentrum eines umlaufenden Straßenzuges, der von vier Plätzen eingefangen wird.
Die ursprünglich erste Figur dieser Art wurde 1870 im heutigen Ortsteil Wilmersdorf von dem Landentwickler Johann Anton Wilhelm von Carstenn geplant und nach ihm benannt. Die Gestalt der Carstenn-Figur ergibt sich aus ihren Begrenzungen und der Zuordnung derselben zu ihrem Zentrum. Die heutige Bundesallee (zwischen 1872 und 1874 unter dem Namen Kaiserstraße angelegt, hieß sie bis 1950 Kaiserallee) bildet hierbei die Mittelachse und jeweils vier – als Grünflächen gestaltete – Repräsentations- und Schmuckplätze die Eckpunkte der Figur, die seinerzeit mit Wohngebäuden umgeben wurden.

## Geschichte
Carstenn hatte 1870 das Gelände des ehemaligen Wilmersdorfer Rittergutes gekauft und ließ hier die heutige Bundesallee anlegen. Carstenn, der als Initiator privater Stadtplanung galt, wollte hier eine Landhaussiedlung errichten. Er ließ erste Bebauungskonzepte erstellen und lieferte auch die Planungen für die dazugehörige Infrastruktur. Im Zusammenhang mit dem Gründerkrach 1873 musste er allerdings Insolvenz anmelden, wodurch das Gebiet und die bereits angelegten Straßen weitgehend unbebaut blieben. Die Zeit überdauert haben die beiden Carstenn-Figuren als geometrisches System von Straßen und Plätzen im nördlichen und südlichen Abschnitt der heutigen Bundesallee.

## Die Wilmersdorfer Figur

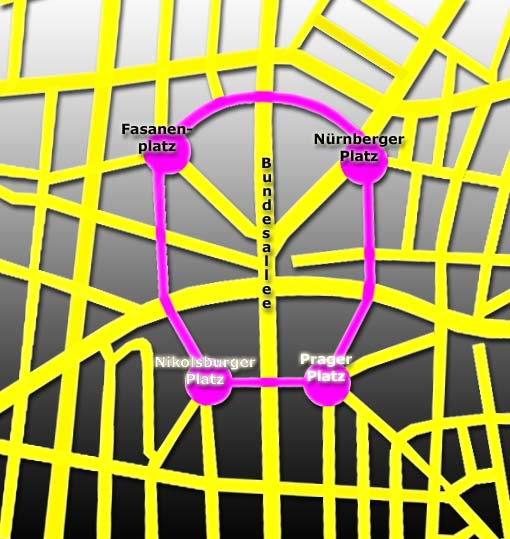
Die Wilmersdorfer Carstenn-Figur im heutigen Straßennetz

Die Eckpunkte der ursprünglichen Carstenn-Figur bilden Fasanenplatz, Nürnberger Platz, Prager Platz und Nikolsburger Platz. Die nördliche Begrenzung formt die in einem leichten Bogen verlaufende Schaperstraße, die südliche Grenze wird von der Trautenaustraße gebildet. Die Prager Straße bzw. die heutige Grainauer Straße sind die östlichen und Fasanenstraße und Nikolsburger Straße die westlichen Begrenzungen des Flächengebildes. Diese Straßen und Plätze schließen sich so zu einem Ring, von dem sternförmig mehrere Straßen auf einen zentralen Flächenabschnitt der Bundesallee zulaufen, auf dem sich heute der Umsteigebahnhof Spichernstraße befindet, der die beiden U-Bahn-Linien U3 und U9 verbindet. Es sind dies der Hohenzollerndamm, die Meierottostraße, die Nachodstraße und die Spichernstraße.
In den 1960er Jahren wurden Bundesallee und Spichernstraße zu Hauptverkehrsstraßen ausgebaut und dadurch der Charakter der Gesamtanlage zerstört; der Nürnberger Platz ist nicht mehr als gestalteter Platz zu erkennen.
→ Geografische Lage der Wilmersdorfer Carstenn-Figur

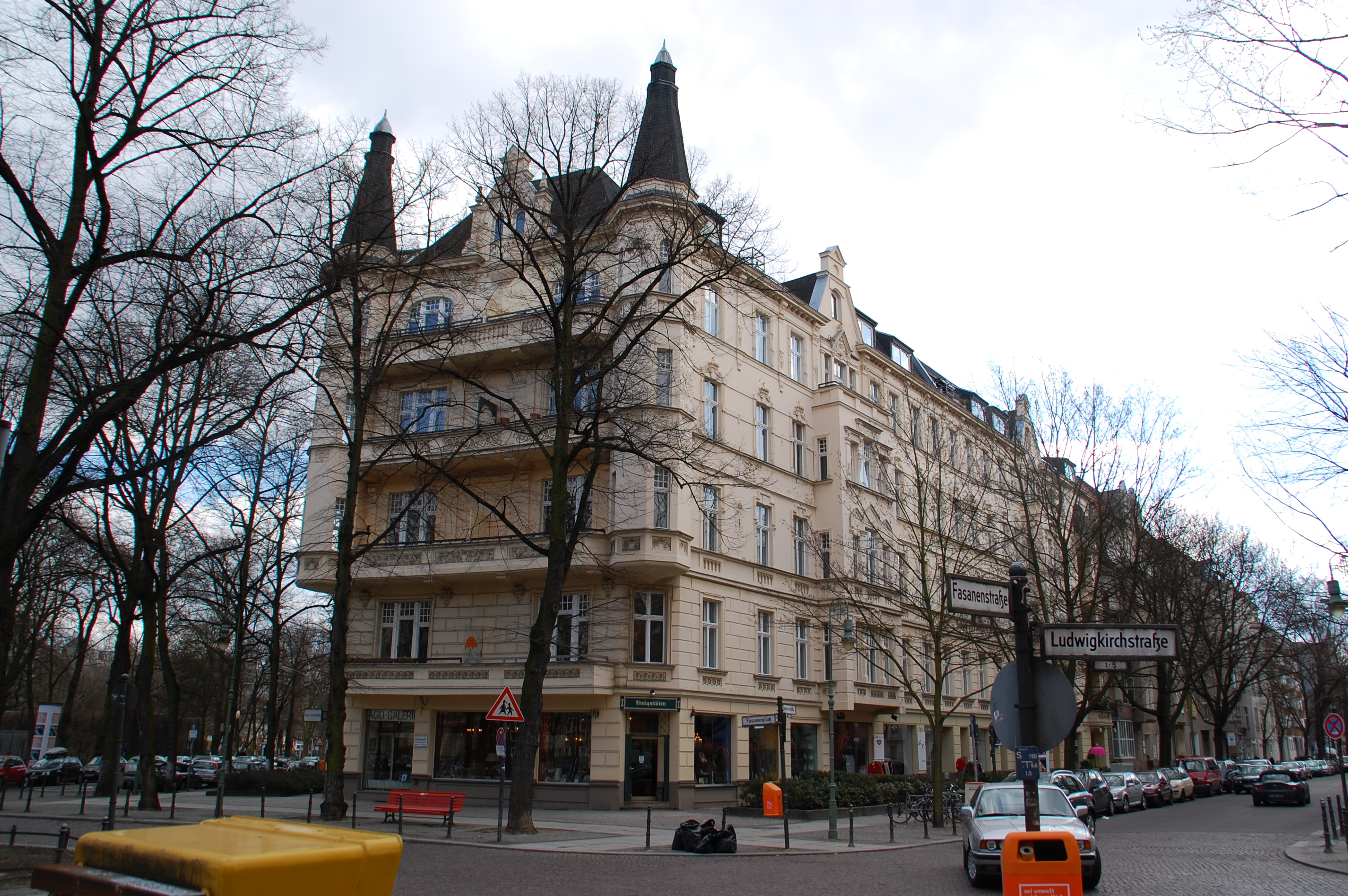
Fasanenplatz
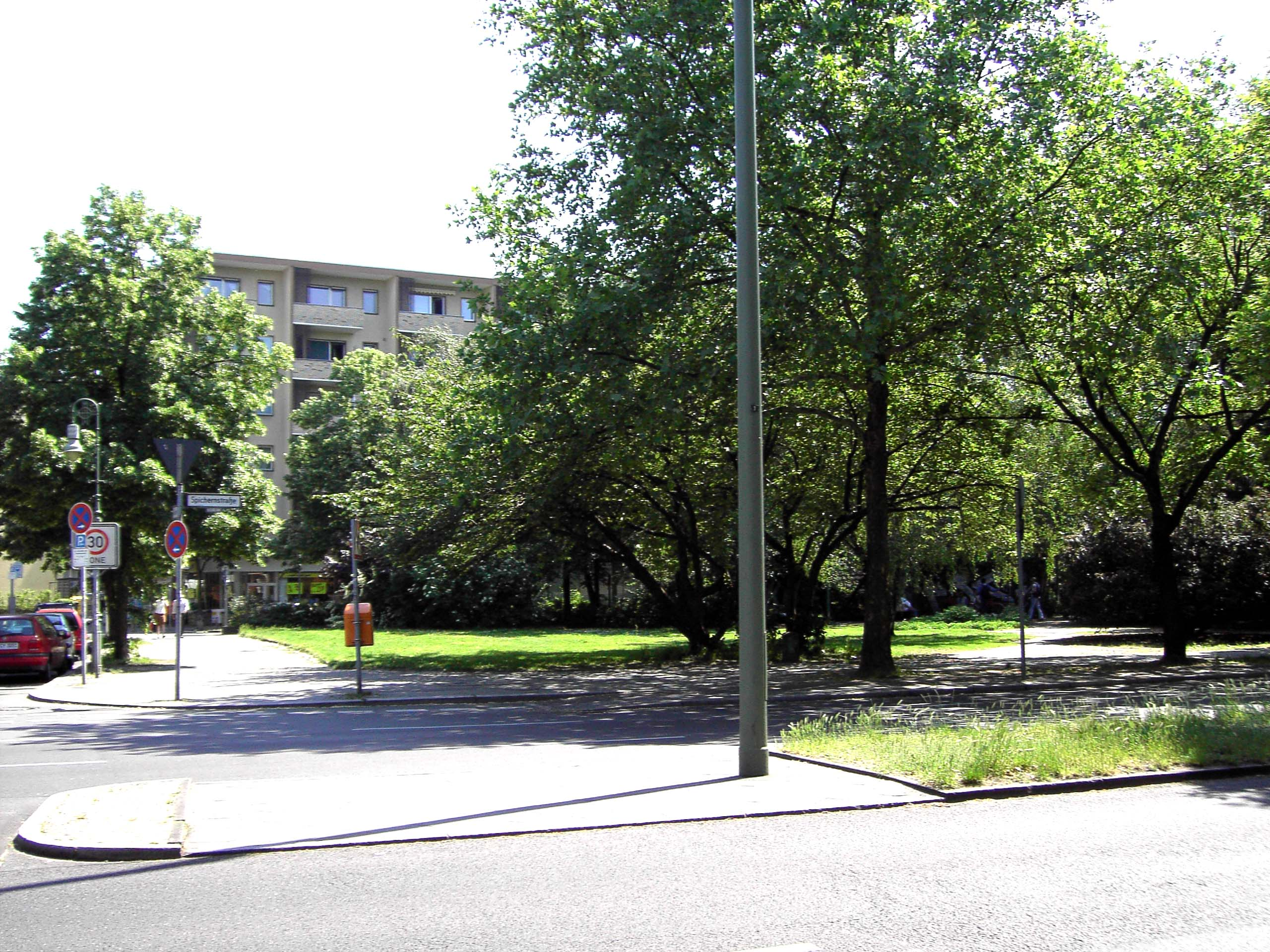
Nürnberger Platz
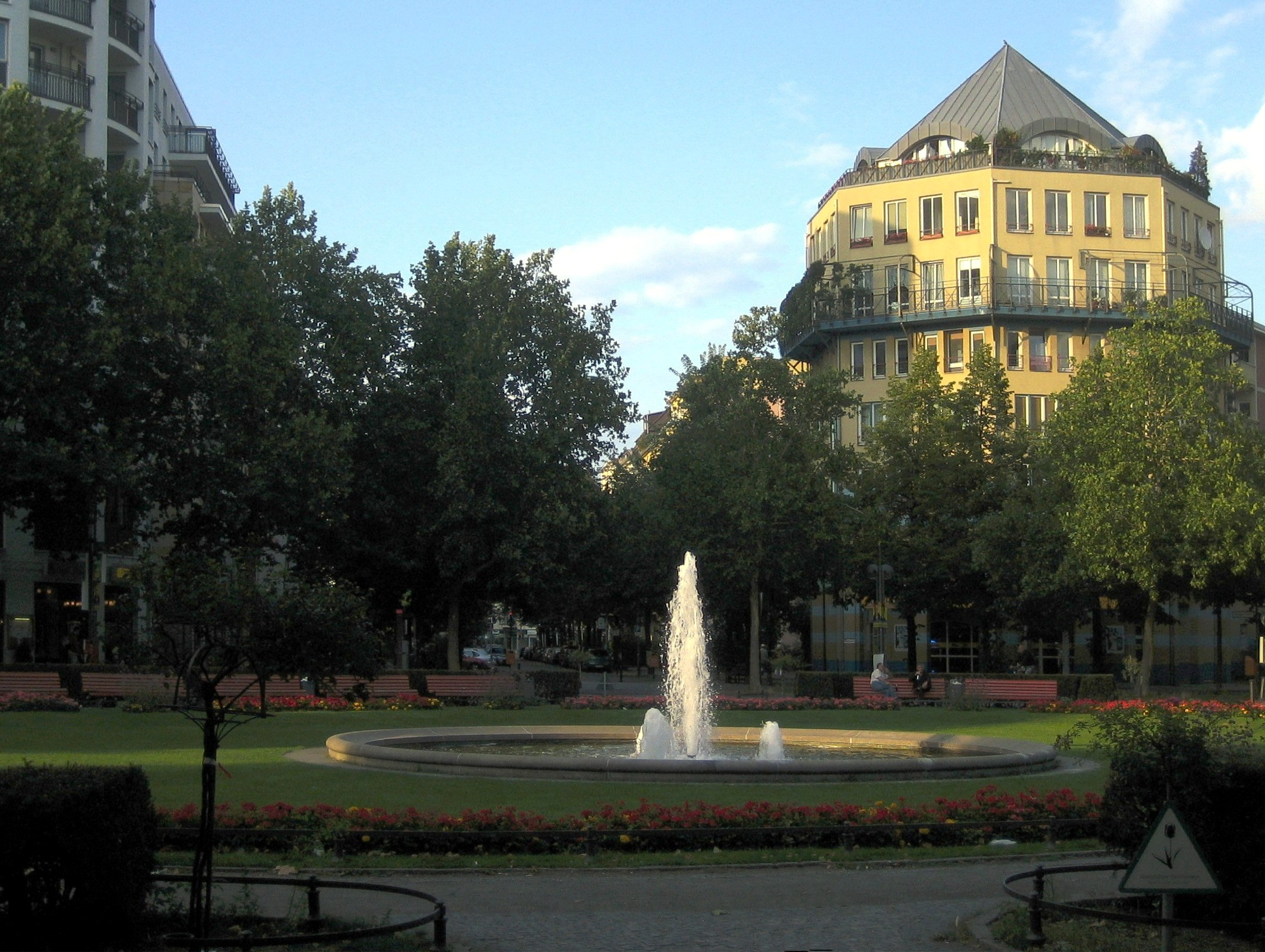
Prager Platz
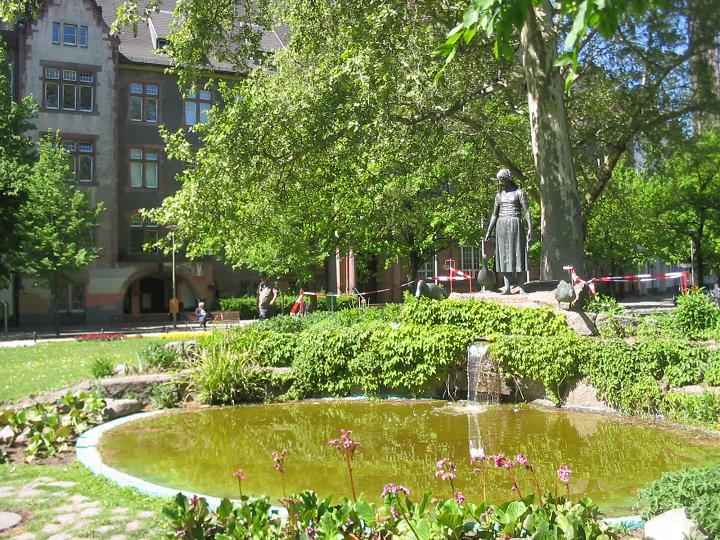
Nikolsburger Platz

## Das Friedenauer Pendant

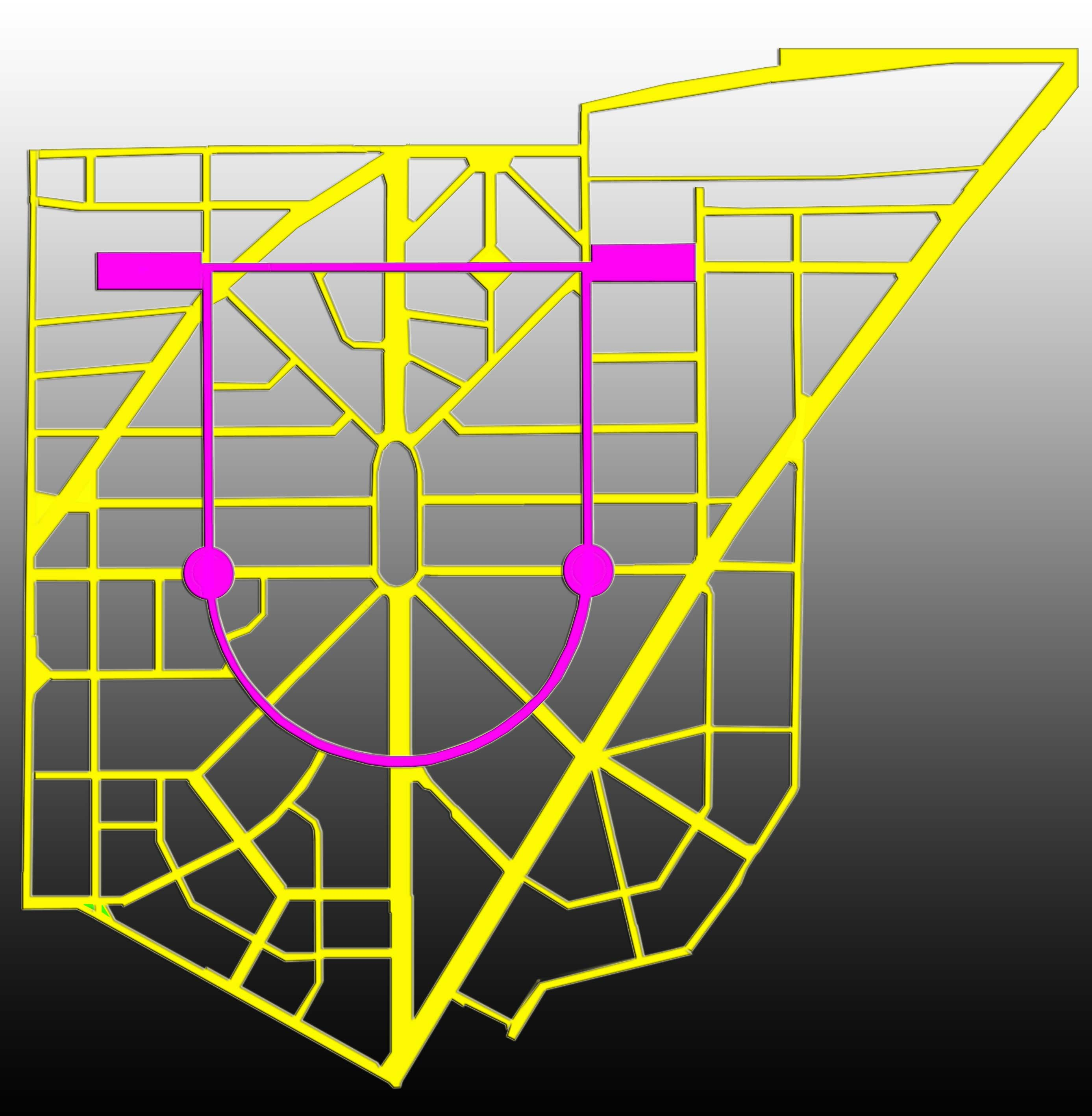
Die Friedenauer Carstenn-Figur im historischen Straßenplan

Im Jahr 1871 wurde eine vergleichbare Carstenn-Figur im südlichen Bereich der Bundesallee geplant und verwirklicht. Seinerzeit konzipierte Carstenn zusammen mit dem Architekten Johannes Otzen die Landhauskolonie Friedenau als Villenvorort englischen Stils. Auch hier bildet ein umlaufender Straßenzug (die Stubenrauchstraße und die Handjerystraße als hufeisenförmiger Bogen mit der nördlichen Verbindung durch die Mainauer, Senta- und Evastraße sowie der Bundesallee im Zentrum) die Friedenauer Carstenn-Figur. Die vier Plätze stellten der Berliner Platz (später: Maybachplatz, heute: Perelsplatz), der Wilmersdorfer Platz (heute: Renée-Sintenis-Platz), der Schmargendorfer Platz (heute: Schillerplatz) und der Hamburger Platz (heute teilweise durch den Friedhof Schöneberg III überbaut) dar. Der Friedrich-Wilhelm-Platz bildet den zentralen Mittelpunkt der Achse, wobei der Bundesplatz (seinerzeit: Kaiserplatz) im Norden und der heutige Walther-Schreiber-Platz (ehemals: Rheineck) im Süden die Mittelachse der Figur im Ortsteil jeweils begrenzen. Dieses Pendant der Wilmersdorfer Carstenn-Figur gibt noch heute die streng geometrische Katasterstruktur Friedenaus vor.
Die „autogerechte Umgestaltung“ Berlins in den 1960er Jahren griff auch hier massiv ein: Der Bundesplatz wurde untertunnelt und verlor seine Geschlossenheit; der Friedrich-Wilhelm-Platz wird nur noch einseitig vom Verkehr tangiert, der seitdem größtenteils in die Schmiljanstraße asymmetrisch abgeleitet wird.
→ Geografische Lage der Friedenauer Carstenn-Figur

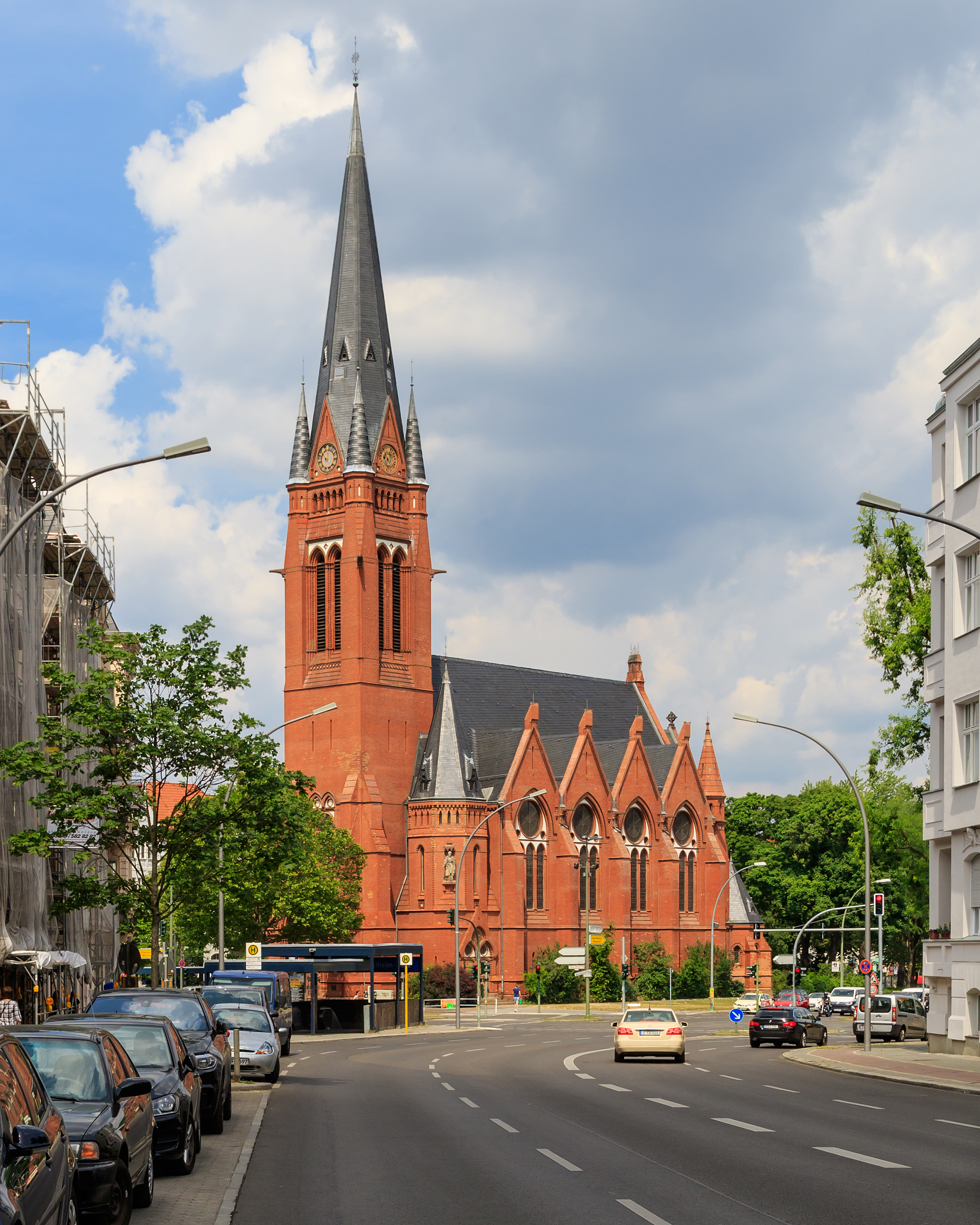
Friedrich-Wilhelm-Platz
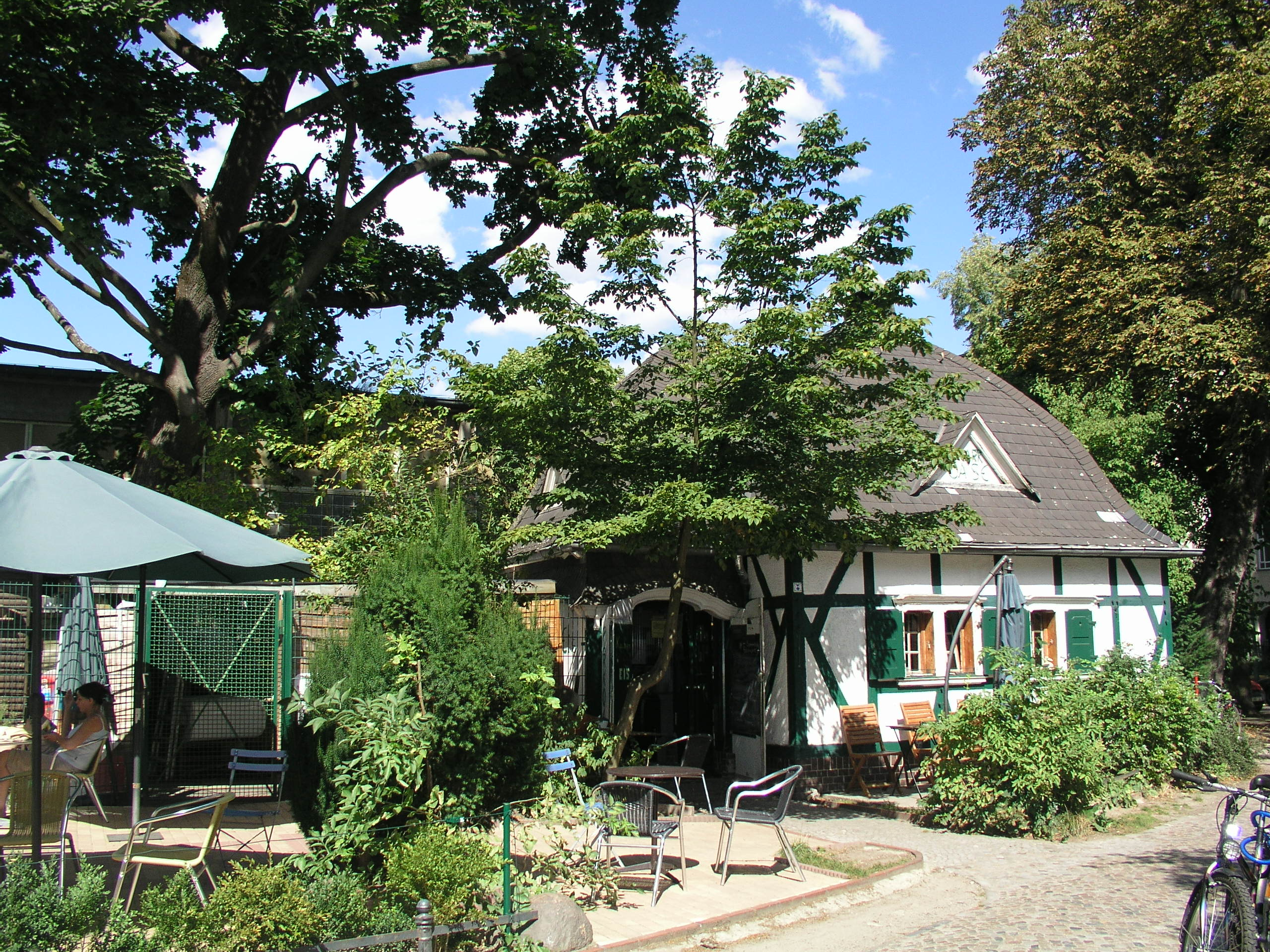
Perelsplatz
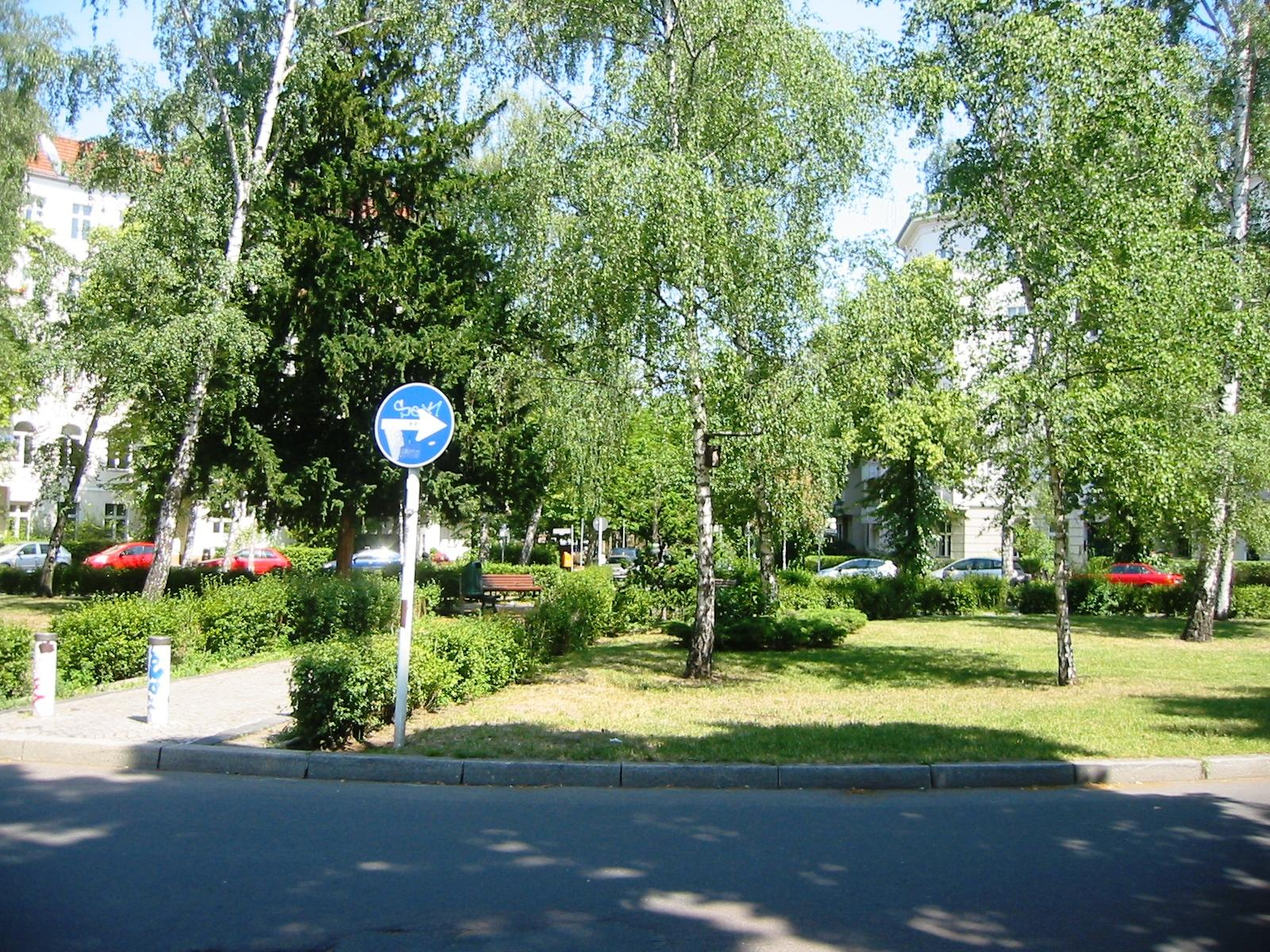
Renée-Sintenis-Platz
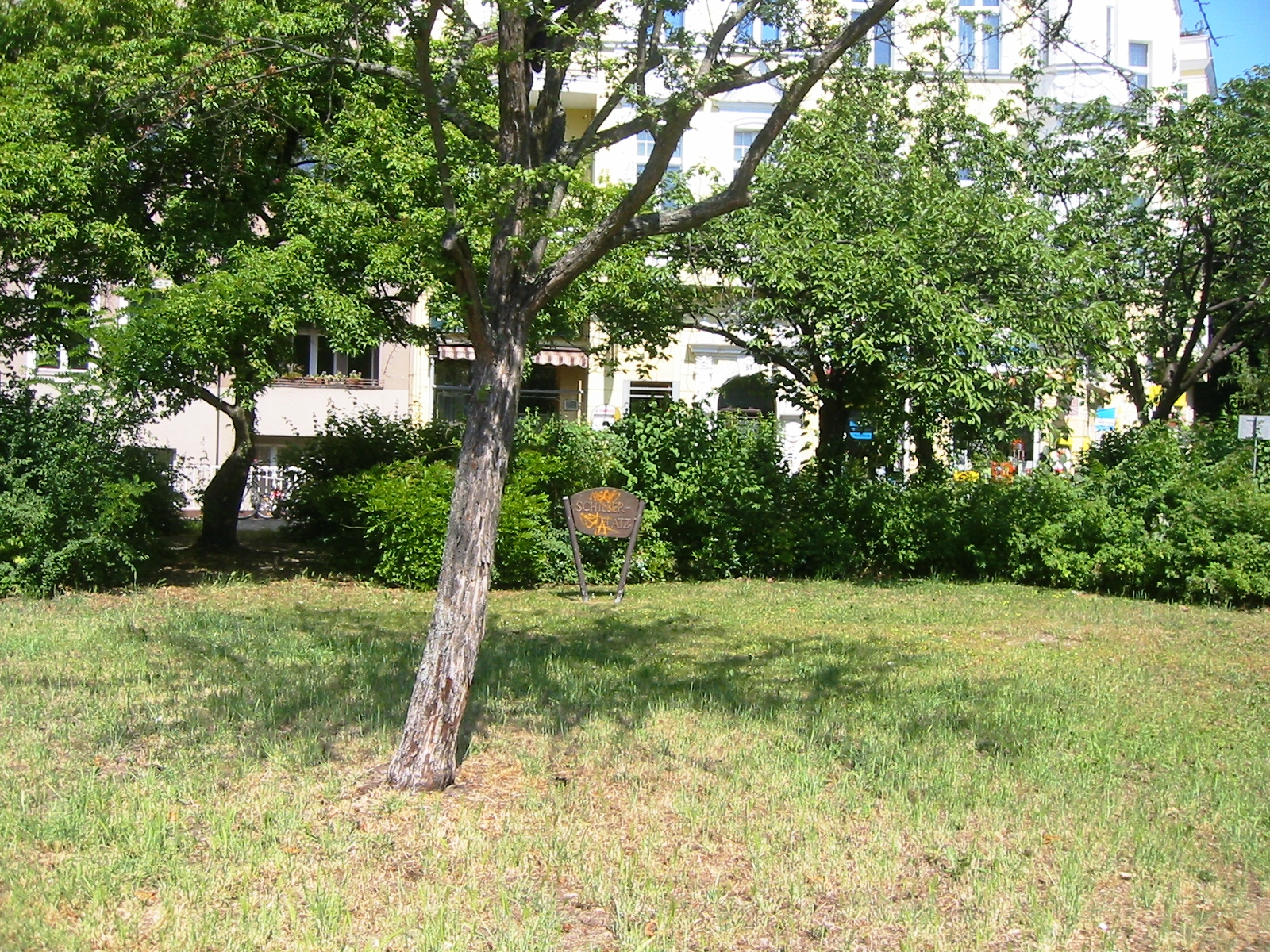
Schillerplatz

## Der Zusammenhang beider Figuren

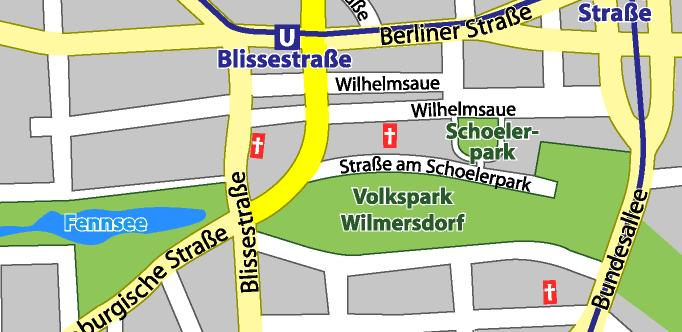
Beim Schriftzug „Volkspark Wilmersdorf“ lag der Wilmersdorfer See

Beide Figuren sind über das Straßensystem direkt miteinander verbunden. Die ehemalige Kaiserallee war zwar durch den damaligen Wilmersdorfer See (heute: Volkspark Wilmersdorf) unterbrochen und musste nach dessen Verfüllung etwas verschwenkt werden, aber der Straßenzug der Prinzregenten- und Handjerystraße verbindet beide Teilfiguren im Osten zwischen dem Prager Platz und dem Renée-Sintenis-Platz unmittelbar miteinander. Auf der Westseite wurde das nicht ganz erreicht: Die Landhausstraße und die Weimarische Straße (die vor dem Bau der Ringbahn unmittelbar an die Stubenrauchstraße angeschlossen war) sind durch den Volkspark Wilmersdorf voneinander getrennt.